# موريس فيلد
موريس فيلد (بالإنجليزية: Maurice Field)‏ هو لاعب اتحاد الرغبي بريطاني، ولد في 24 فبراير 1964 في Carrickfergus ‏ في المملكة المتحدة.

## وصلات خارجية
- موريس فيلد عل موقع إسبنسكروم (الإنجليزية)